# Amedeo, Duce de Aosta
Prințul Amedeo, al 3-lea Duce de Aosta (Amedeo Umberto Isabella Luigi Filippo Maria Giuseppe Giovanni di Savoia-Aosta), (n. 21 octombrie 1898, Torino, Italia – d. 3 martie 1942, Nairobi, Kenya) a fost al treilea Duce de Aosta și văr primar al regelui Italiei, Victor Emmanuel al III-lea. În timpul celui de-Al Doilea Război Mondial el a fost vicerege italian al Africii Orientale Italiene.

## Biografie
Amedeo s-a născut la Torino, Piedmont, A fost fiul cel mare al Prințului Emanuele Filiberto, Duce de Aosta (fiu al regelui Amadeo I al Spaniei) și al Prințesei Hélène de Orléans (fiica Prințului Philippe de Orléans) Străbunicul său a fost regele Victor Emmanuel al II-lea al Italiei. De la naștere, Amedeo a fost cunoscut ca Duce de Apulia.
Amedeo a fost educat la Colegiul Eton și la Universitatea Oxford din Anglia. El a cultivat manierismul britanic, a vorbit engleza de la Oxford, și chiar s-a bucurat de vânătoarea de vulpi și polo. Amedeo a intrat în Armata Regală Italiană (Regio Esercito) și a luptat cu distincție în artilerie în timpul Primului Război Mondial. A părăsit armata în 1921 și a călătorit intens în Africa.
Ulterior, Amedeo a reintrat în forțele armate italiene și a devenit pilot. În 1932, el s-a alăturat Forțelor Aeriene Regale Italiene (Regia Aeronautica). A servit sub mareșalul Rodolfo Graziani și guvernatorul libian Pietro Badoglio în timpul etapelor de pacificare din Libia (1911-1932). Când ostilitățile din Libia au ajuns la final, la începutul anului 1932, el a devenit comandant al aviatorilor care l-au forțat pe Senussi să fugă din Libia și să caute ajutor în Egipt.
La 4 iulie 1931, după decesul tatălui său, Amedeo a devenit Duce de Aosta.

## Familie
La 5 noiembrie 1927, la Neapole, Italia, Amedeo s-a căsătorit cu verișoara lui, Prințesa Anne de Orléans (1906–1986), fiica Prințului Jean d'Orléans, Duce de Guise. Cuplul a avut două fiice:
- Margherita Isabella Maria Vittoria Emanuela Elena Gennara (n. 7 aprilie 1930 la palatul Capodimonte). S-a căsătorit la 28-29 decembrie 1953 cu Arhiducele Robert de Austria (1915–1996), al doilea fiu al ultimului împărat al Austriei, Carol I. Cuplul a avut trei fii și două fiice.
- Maria Cristina Giusta Elena Giovanna (n. 12 septembrie 1933 la castelul Miramare). S-a căsătorit la 29 ianuarie 1967 cu Prințul Casimir de Bourbon-Două Sicilii, descendent din prinții spanioli ai Casei de Bourbon. Cuplul a avut doi fii și două fiice.

Fiul cel mare al Margheritei, Lorenz, Arhiduce de Austria-Este, deține titlul de Prinț al Belgiei (din 10 noiembrie 1995) prin căsătoria lui cu Prințesa Astrid a Belgiei, singura fiică a regelui Albert al II-lea al Belgiei. Cei doi fii și trei fiice ale lor sunt membri ai familiei regale belgiene.